# Teorema di Peter-Weyl
Il teorema di Peter-Weyl è un risultato della teoria delle rappresentazioni che fornisce informazioni utili al calcolo delle rappresentazioni irriducibili di gruppi finiti (informazioni sul numero delle rappresentazioni irriducibili non equivalenti e sulla loro dimensione). Esso può anche essere usato per decomporre le rappresentazioni riducibili.
In particolare afferma che le rappresentazioni irriducibili non equivalenti {\displaystyle {\mathcal {R}}_{1}\dots {\mathcal {R}}_{s}} di un gruppo di ordine {\displaystyle N} sono in numero finito {\displaystyle s} uguale al numero delle classi di coniugio in cui il gruppo è suddiviso, e sono tali che l'insieme dei vettori {\displaystyle v\in \mathbb {C} ^{N}\qquad } di componenti {\displaystyle \qquad {\sqrt {\frac {d_{k}}{N}}}[{\mathcal {R}}_{k}(g)]_{ij}\qquad } al variare di {\displaystyle \qquad g=1\dots N} che si ottengono al variare di {\displaystyle k} da {\displaystyle 1} a {\displaystyle s} e al variare di {\displaystyle i} e {\displaystyle j} da {\displaystyle 1} a {\displaystyle d_{k}} (dimensione di {\displaystyle {\mathcal {R}}_{k}}), formano una base ortonormale in {\displaystyle \mathbb {C} ^{N}}.
L'uso di questo teorema per i gruppi finiti viene ulteriormente semplificato introducendo la nozione di carattere, e ne esiste inoltre una generalizzazione per rappresentazioni di gruppi infiniti come ad esempio i gruppi di Lie.